# Razgojna
Razgojna (cyr. Разгојна) – wieś w Serbii, w okręgu jablanickim, w mieście Leskovac. W 2011 roku liczyła 764 mieszkańców.